# Cyclochlamys mestayerae
Cyclochlamys mestayerae är en musselart som först beskrevs av Dell 1956.  Cyclochlamys mestayerae ingår i släktet Cyclochlamys och familjen Propeamussiidae. Inga underarter finns listade i Catalogue of Life.